# Малые Арбаты
Малые Арбаты (хак. Кічіг Арбыйт) — посёлок в Таштыпском районе Республики Хакасия России. Входит в состав Арбатского сельсовета. 

## География
Расположен в устье реки Малые Арбаты.
Расстояние до райцентра села Таштып 60 км, до ближайшей железнодорожной станции Абаза 34 км.

## История
Посёлок образован в 1938—1944 гг. В основном, в нём  проживали лесозаготовители Таштыпского леспромхоза. После окончания Великой Отечественной войны в посёлок были сосланы литовцы и эстонцы, а в 1950-е годы переселили немцев.

## Инфраструктура
В посёлке располагается леспромхоз, единственное предприятие в посёлке. Есть школа, больница, одиннадцать магазинов.

## Религия
Население, в основном, исповедует православие, есть католики, свидетели иеговы. Расположена православная церковь иконы Божией матери «Спорительница хлебов», здание царства Иеговых.

## Достопримечательность
Малоарбатская писаница.    

## Население
| 2002 | 2010  |
| ---- | ----- |
| 1607 | ↘1472 |

В посёлке проживает 1636 человек (на 01.01.2004 г.), в том числе: русские (65 %), хакасы (22 %), немцы, украинцы, белорусы, литовцы, финны, чуваши, эстонцы.